# Friedrichshafen G.II
Friedrichshafen G.II (định danh nhà máy: FF.38) là một loại máy bay ném bom hạng trung của Đế quốc Đức trong Chiến tranh thế giới I, do hãng Flugzeugbau Friedrichshafen thiết kế chế tạo.

## Quốc gia sử dụng
German Empire
- Luftstreitkrafte

## Tính năng kỹ chiến thuật
Đặc điểm tổng quát
- Kíp lái: 3
- Chiều dài: 11.41 m (37 ft 5 in)
- Sải cánh: 19.70 m (64 ft 8 in)
- Chiều cao: 3.65 m (12 ft 0 in)
- Diện tích cánh: 75.0 m2 (807 ft2)
- Trọng lượng rỗng: 1.930 kg (4.254 lb)
- Trọng lượng có tải: 3.171 kg (6.991 lb)
- Powerplant: 2 × Benz Bz.IV, 149 kW (200 hp) mỗi chiêc

Vũ khí trang bị
- 3 × súng máy Parabellum MG14 7,92 mm (.312 in)
- 300 kg (660 lb) bom